# Iwan Taranow (1899–1965)
Iwan Ignatjewicz Taranow (ros. Иван Игнатьевич Таранов, ur. 17 sierpnia?/29 sierpnia 1899 we wsi Bułanowo w obwodzie orenburskim, zm. 5 października 1965 w Krasnodarze) – radziecki generał major artylerii, Bohater Związku Radzieckiego (1945).

## Życiorys
Urodził się w rodzinie chłopskiej. Skończył 4 klasy, od 10 kwietnia 1919 służył w Armii Czerwonej, uczestniczył w wojnie domowej, w maju 1922 ukończył kursy doskonalenia kadry dowódczej, a w październiku 1929 artyleryjskie kursy doskonalenia kadry dowódczej. 
Po ataku Niemiec na ZSRR brał udział w walkach na Froncie Północno-Zachodnim, Kalinińskim, Stepowym, 2 Ukraińskim i 1 Białoruskim, m.in. w bitwie pod Moskwą, operacji toropiecko-chołmskiej i orłowskiej, wyzwoleniu lewobrzeżnej Ukrainy, operacji korsuń-szewczenkowskiej, humańsko-botoszańskiej, brzesko-lubelskiej, warszawsko-poznańskiej, pomorskiej i berlińskiej, był dwukrotnie ranny. Brał udział w walkach na przyczółku magnuszewskim, forsowaniu Wisły, Pilicy i Odry i opanowywaniu Warszawy, Łodzi, Kutna, Stargardu i Kołbieli. Szczególnie wyróżnił się podczas operacji berlińskiej jako dowódca artylerii 12 Gwardyjskiego Korpusu Piechoty 2 Gwardyjskiej Armii Pancernej 1 Frontu Białoruskiego w stopniu pułkownika. 
W 1945 otrzymał stopień generała majora artylerii, w 1947 został zwolniony do rezerwy. Mieszkał w Krasnodarze.

## Odznaczenia
- Złota Gwiazda Bohatera Związku Radzieckiego (31 maja 1945)
- Order Lenina (31 maja 1945)
- Order Czerwonego Sztandaru (trzykrotnie – 6 marca 1943, 24 sierpnia 1944 i 4 listopada 1944)
- Order Kutuzowa II klasy (6 kwietnia 1945)
- Medal jubileuszowy „XX lat Robotniczo-Chłopskiej Armii Czerwonej”
- Medal „Za obronę Moskwy”
- Medal „Za zwycięstwo nad Niemcami w Wielkiej Wojnie Ojczyźnianej 1941–1945”
- Medal „Za wyzwolenie Warszawy”
- Medal „Za zdobycie Berlina”
- Medal za Odrę, Nysę, Bałtyk (Polska Ludowa)